# Certificat de nationalité

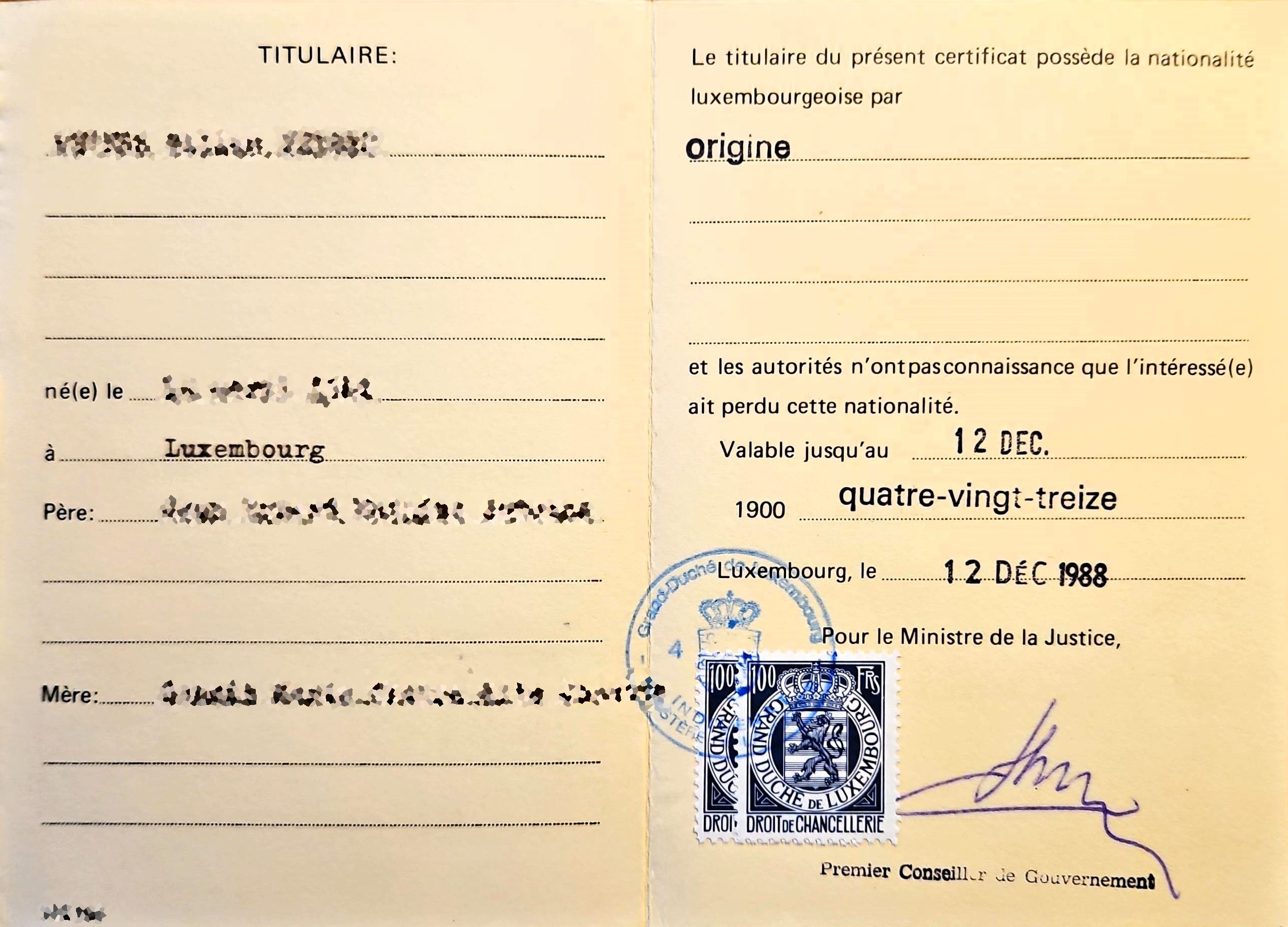
Un Certificat de nationalité luxembourgeois

Le certificat de nationalité est un document officiel, délivré par les autorités d'un pays, qui sert à prouver la nationalité d'un individu.
- En France, ce document est délivré par le directeur des services de greffe judiciaires du tribunal judiciaire du domicile de celui qui en fait la demande, après fourniture des documents d'état civil et analyse juridique permettant la démonstration juridique de l'origine de nationalité (voir nationalité française).
- En Belgique, ce document peut être obtenu auprès de la commune du lieu de résidence mais il est également possible de le demander par internet.
- Au Luxembourg, le certificat peut être demandé auprès du Service de la nationalité luxembourgeoise du Ministère de la justice[1].